# シャトー・オー・ブリオン

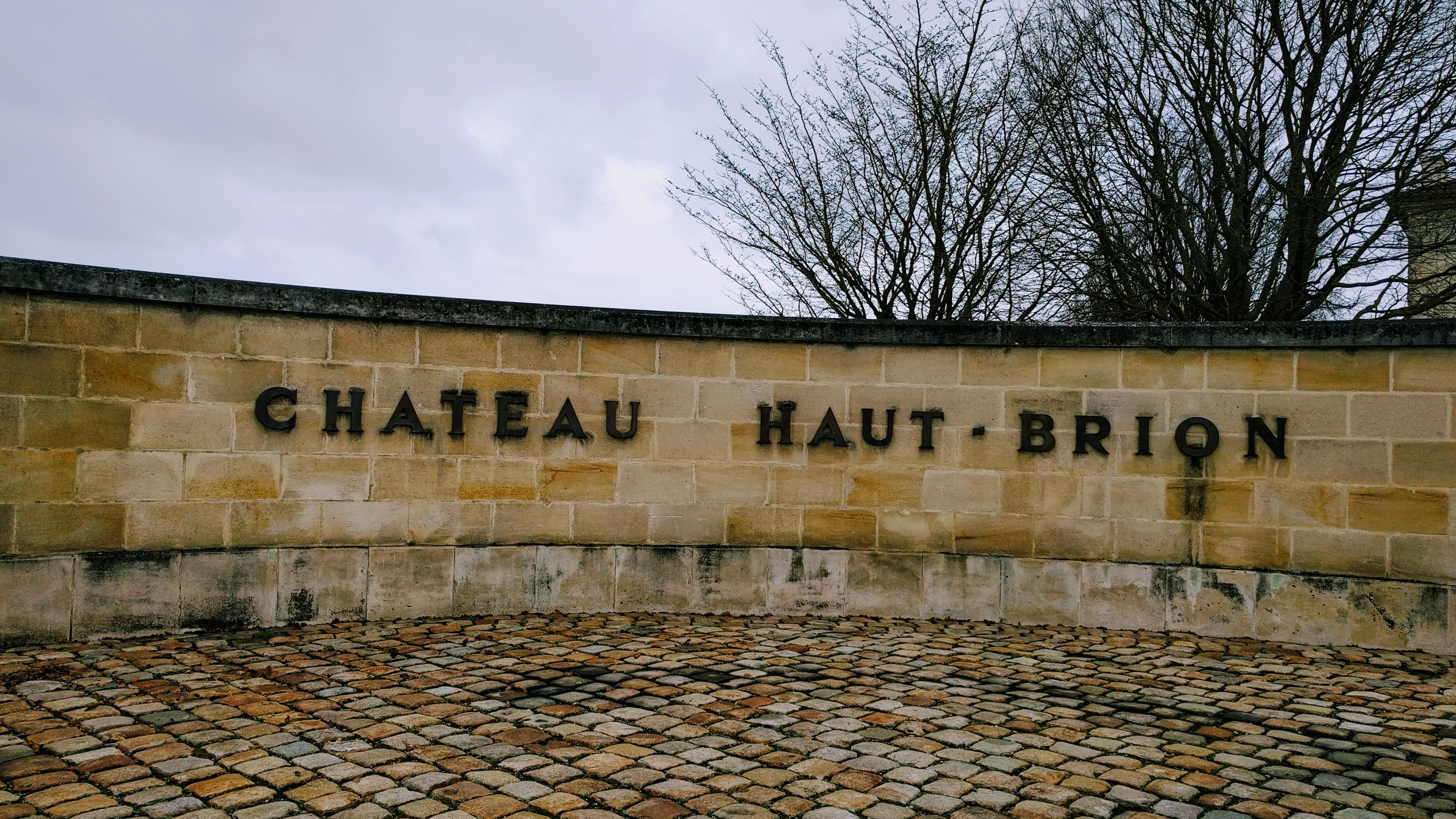
2018年1月撮影

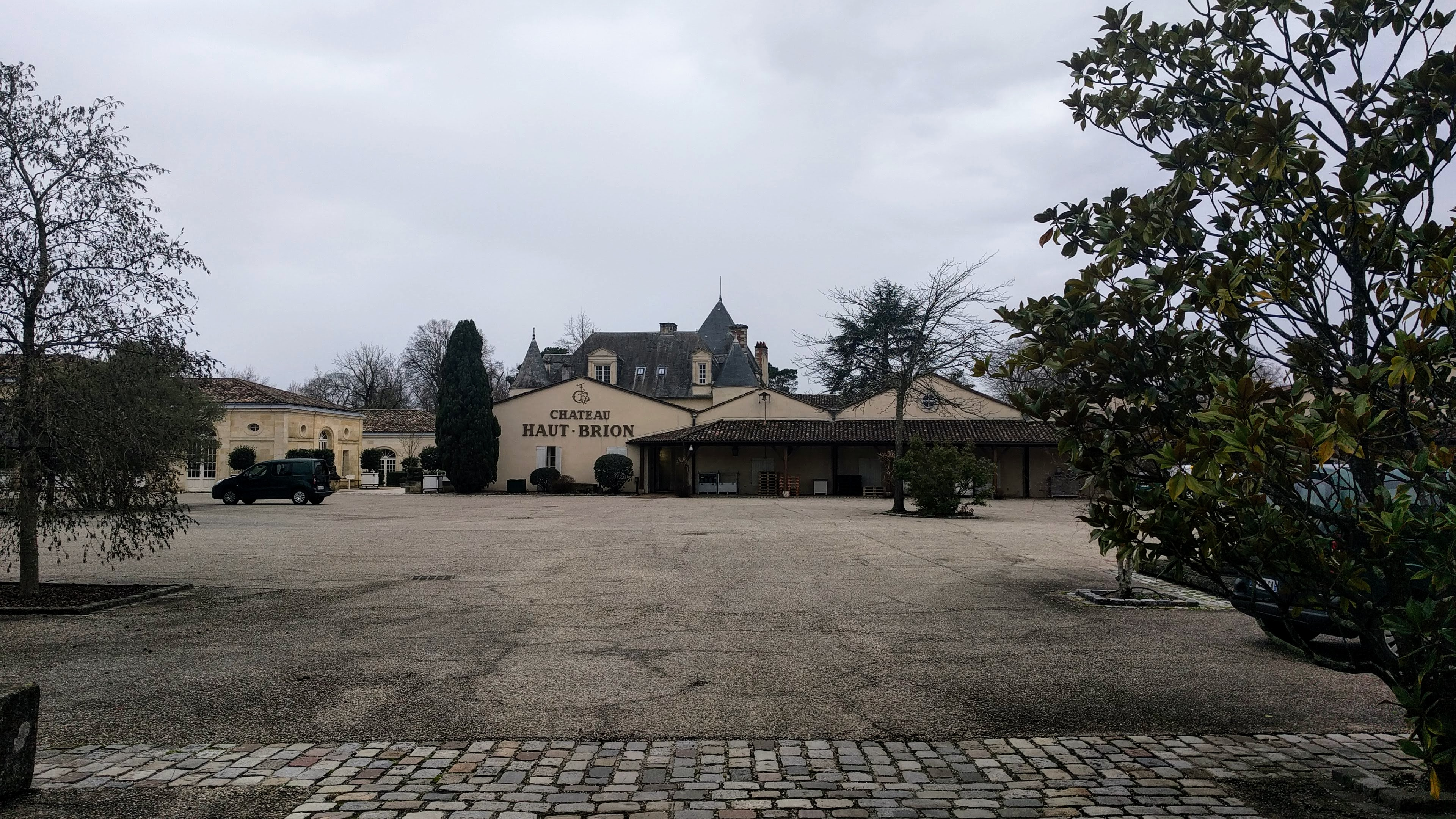
2018年1月撮影

シャトー・オー・ブリオン （Château Haut-Brion）は、ボルドー・ワインのシャトー（ワイナリー）で、1855年のボルドーワインの格付けでは第1級に位置付けられたが、これはメドック外の土地が含まれる地所としては唯一の取得である。
シャトー・オー・ブリオンはボルドー近くのペサックにある。
グラーヴ地区に位置し、ＡＯＣペサックレオニャンに入る。
1級ワインに加え、オー・ブリオンは赤のセカンド・ワインも生産しており、2007年のヴィンテージからは名称をシャトー・バーンズ・オー・ブリオン Château Bahans Haut-Brion からル・クラランス・ド・オー・ブリオン Le Clarence de Haut Brion に変更した。
またシャトー・オー・ブリオン・ブランという名の辛口の白ワインも生産しており、限定生産のセカンド・ラインは辛口の白で、レ・プランティエール・デュ・オー・ブリオン Les Plantiers du Haut-Brion という。
このワイン農園を擁するドメーヌ・クラレンス・ディオン Domaine Clarence Dillon はまた2003年より、クラレンドル Clarendelle と名づけられたボルドー・ブランドのワインを発売している。

## 歴史
ブドウはローマ時代からこの地所で生えていたと思われるが、土地の一画を耕したという文書記録は、もっとも古くて1423年のものとなる。
地所は1509年、ジャン・ド・セギュール Jean de Ségur によって購入され、1525年、海軍大将フィリッパ・ド・シャボー Philippe de Chabot の所有になった
。
1525年4月、ジャン・ド・ポンタックはジャンヌ・ド・ベロンと結婚する。ジャンヌは、オー・ブリオン領主のリブルヌ市長の娘であり、持参金として地所をジャンにもたらした。
1533年にはオー・ブリオンの邸宅を購入し、1549年にシャトーの建設が始まる。
1649年、アルノー3世・ド・ポンタック卿がオー・ブリオンの所有者となり、ワインの人気が本格的になった。
オー・ブリオンのワインについての最初の記録は、イングランド王チャールズ2世のワインセラーの元帳で見つかる。
1660年から1661年の間に、「 Hobriono のワイン」169本が王の宮廷に収められたのである。
サミュエル・ピープスが日記に記したところによれば、1663年4月10日、ロイヤル・オークの居酒屋でワインを試飲し、「 Ho Bryen と呼ばれるフランスワインを飲んだが、いまだ味わったことのない、おいしいワインだった」という。
1666年、ロンドン大火のあと、息子のフランソワ・オーギュストがロンドンに「ポンタックの看板 L’Enseigne de Pontac 」という名の居酒屋を開いた。
この居酒屋は、アンドレ・サイモンによれば、ロンドンで最初に流行した飲食店であった。ジョナサン・スウィフトが「ワイン大瓶につき７シリング」と書いている。
17世紀の終わりまでに、地所の広さは264ヘクタールに達し、そのうち約38ヘクタールがブドウ畑であった。
ワインはしばしばポンタックの名で売り出された。ポンタック家は多くのワイン農園を所有し、この名前を使用することもできたため、オー・ブリオンのワインがいつ作られるようになったかは不明である。
ポンタック Pontac はしばしば Pontack とも綴られ、ブランクフォールにあるポンタック家所有の、白ワインを産出する別の地所もまた、この名前で売り出された。
イギリスの哲学者ジョン・ロックは、1677年にボルドーを訪れ、オー・ブリオンの話を残している。
「・・・ポンタックのワインは、イギリスで尊重されているが、最西に向かって開けた、小高い丘の上で造られている。
地所は純粋な白い砂で、少量の砂利が混じっている。One would imagin it scarce fit to beare anything..」。
ワインの価格が高まりつつある理由については、「金持ちのイギリス人が、金に糸目をつけないで注文するお蔭」だと書いている
。
ドイツの哲学者ヘーゲルもまた、ポンタックのワインに魅せられていたが、彼の注文はサン・テステフの他のポンタックワインのものが知られているのみである
。
フランソワ・オーギュスト・ド・ポンタックの死により、婚姻で義理の甥となったフランソワ・ジョゼフ・ド・フュメルがオー・ブリオンの3分の2を、3分の1をラトレーヌの領主ルイ・アルノー伯爵が相続する。
フュメル一族はまた一時期、シャトー・マルゴーをも所有していた。
1787年、駐仏大使だったトーマス・ジェファーソンが、ボルドーを訪問する。
5月25日、彼はオー・ブリオンを訪れ、そのテロワールについて、「オー・ブリオンの土については、かなり詳しく調べた。
砂に、丸い石や小さな石、あるいはメドックにふさわしいロームがごく少量混ざっている。
彼の記録でオー・ブリオンは、第1級ワインの産地4つの間に位置付けられている。
”「3.オー・ブリオン、3分の2はド・フュメル伯爵の所有であり、バルトンと呼ばれる商人にその収穫を売り渡した。
残り3分の1はトゥールーズ伯爵のものであり、合わせるとシャトーは75バレルを算出することになる。」
。
オー・ブリオンは、第1級ワインの中では、初めて公式にアメリカ合衆国に輸入されたワインとなった。
ジェファーソンは、この旅でオー・ブリオンを6ケース購入し、バージニア州の自分の屋敷に送らせたのである
。 
フランス革命の結果、1794年7月、ジョゼフ・ド・フュメルはギロチンにかけられ、彼の資産は分割された
。
その死後、ド・フュメルの相続人はジョゼフの赦免状と没収された資産の補償を入手したが、彼らはフランスを去った。
1801年、オー・ブリオンは、ベネヴェント公爵でもあったタレーランに売却され、彼は3年間オー・ブリオンを所有していた。 
1804年から1836年はオー・ブリオンの停滞期となり、所有者が次々と代わっていき、最後に競売にかけられたオー・ブリオンをジョゼフ＝ウージェーヌ・ラリューが購入する。
1841年にはシェ・ヌフ（ Chai-Neuf、「新しい酒蔵」の意）をカトラン公爵から購入して、1694年のフランソワ=オーギュスト・ドポンタックの死以来ばらばらになっていた地所を、元のように一つにまとめた。
。
ラリュー家は1923年までオー・ブリオンの所有者であった。
パリ万国博覧会開催に際し行われた1855年のボルドーワインの格付けで、シャトー・オー・ブリオンは第1級（ Premier Grand Cru ）に位置付けられ、他の3本がメドック産であった中、唯一のグラーヴ産第1級ワインとなった。
19世紀、オー・ブリオンの価格は、他のどのボルドーワインよりも常に高価であった。

### 近代の歴史
困難な時期が続いて、どの所有者も不成功に終わった後、1935年5月13日、アメリカの銀行家クラレンス・ディロン(ディロン・リードの創業者。アメリカ財務長官クラレンス・ダグラス・ディロンの父)がシャトー・オー・ブリオンを 2,300,000 フランで購入する。
この獲得にまつわって真偽のはっきりしない逸話がいくつか出回り、ディロンは、シャトー・シュヴァル・ブラン、シャトー・オーゾンヌやシャトー・マルゴーの大部分をも購入しようとしていると思われていた。
しかし彼は、雨や寒い日に出かけることを好んだわけではなく、ボルドーや乗馬施設への交通の便の良さでオー・ブリオンを選んだという。ディロンは車から降りようともしなかったという逸話も存在する。 
ディロンは、甥のセイモア・ウェラーを新会社「 ソサイエティ・ヴィニコール・ド・ラ・ジロンド Société Vinicole de la Gironde 」（のちにドメーヌ・クラランス・ディロン社 Domaine Clarence Dillon S.A. と改名）の社長に据える。
彼は50年間この仕事を務めた。
ウェラーは庭園を整備し直し、ワイン蔵を清掃し、新しい醸造装置と電気を導入した。
彼はジョルジュ・デルマスを、オー・ブリオンの支配人兼責任者として1921年から雇用、ジョルジュはシャトー・コス・デストゥルネルの農場責任者も務めた。
オー・ブリオンは最初に、古いデキャンターの型を模したその特徴的なボトルを1958年のヴィンテージ（発売は1960年）から使用し始めた。

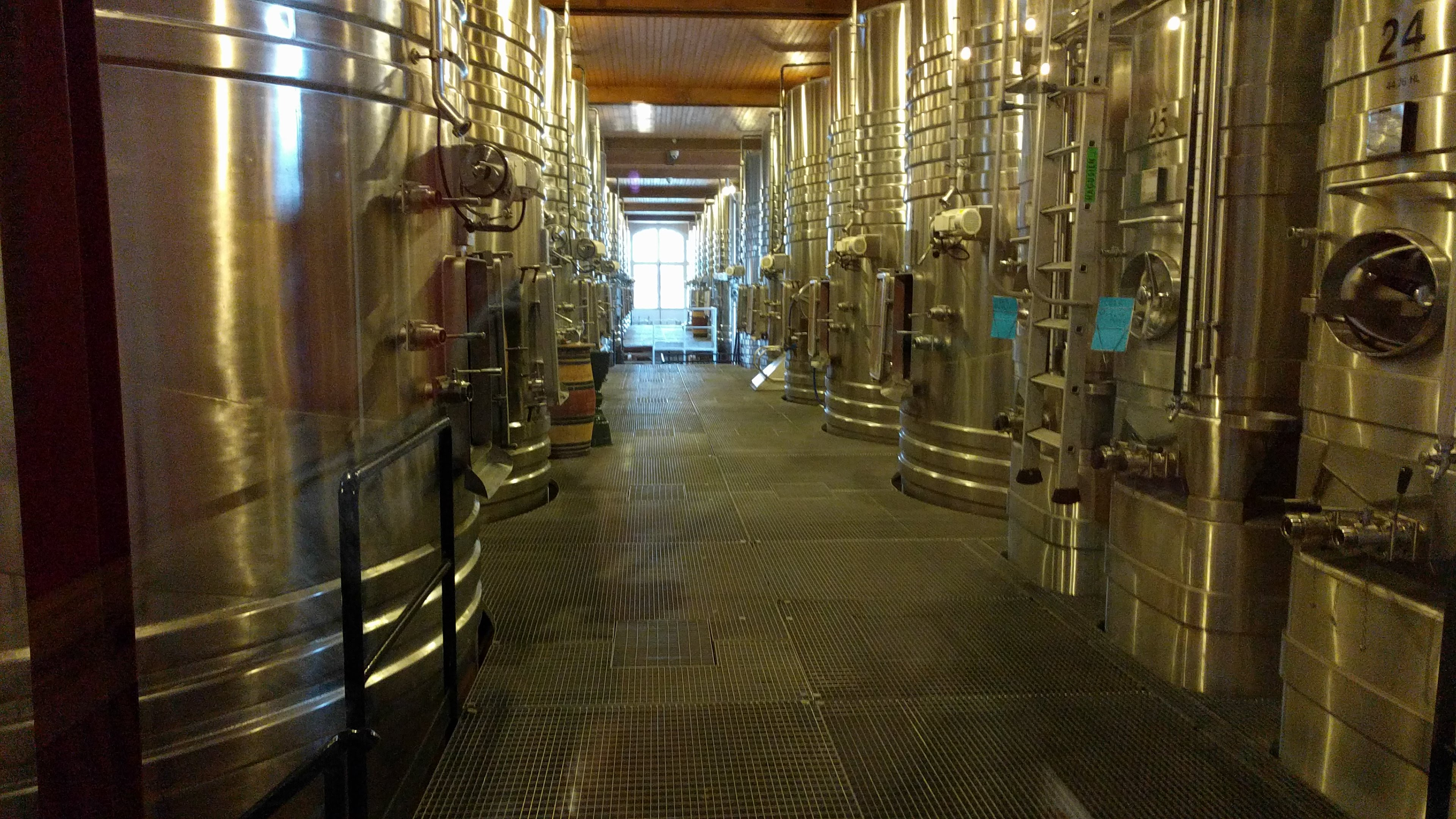
オーブリオンのステンレスタンク

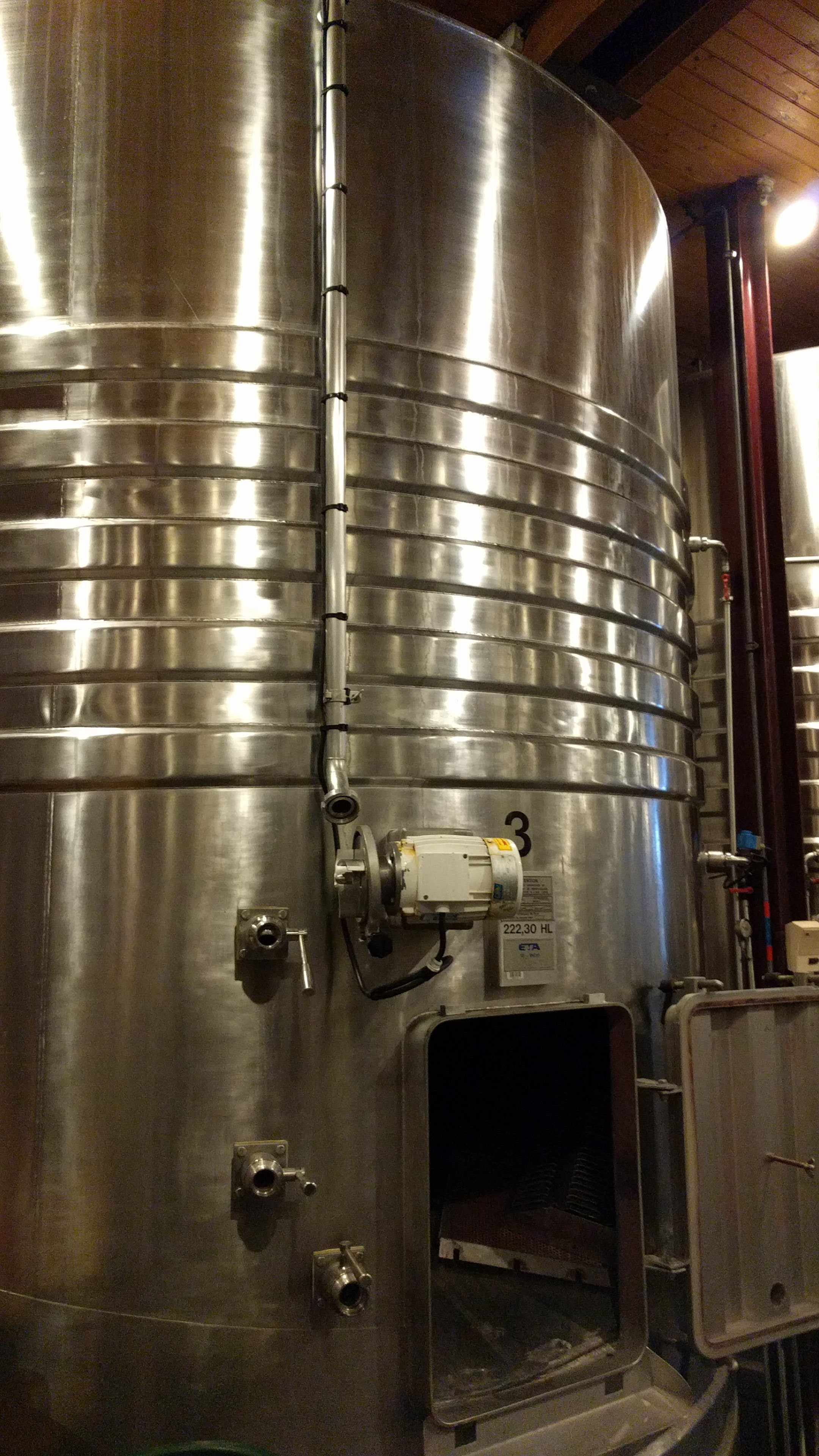
ステンレスタンク内部

ジョルジュ・デルマスは1961年に引退、オー・ブリオンで生まれ育った息子のジャン＝ベルナール・デルマスが後を引き継ぎ、いくつもの革新に取り組んだ。。
1960年代、オー・ブリオンは大きな生産所としては初めて、新しくステンレス鋼の発酵タンクを導入した。
1972年にはINRAと農業省の協力を得て、分枝栽培のクローン選別の研究に取り組み始めた。
。
たった1種類のクローンからでは素晴らしいワインは生まれないと主張して、ジャン=ベルナール・デルマスは、「優れたクローンがたくさん要る」そして「我々は、それぞれの木がどこに植わっているかを知っている」と述べた。
オー・ブリオンでは、ヘクタールごとに10～15の異なった選別のクローンが植わっていたにもかかわらずである。
1975年、83歳でセイモア・ウェラーは社長を引退。クラランス・ディロンの孫娘で、ウェラーのいとこの娘でもあるムシー公爵夫人ジョアン(ルクセンブルク大公子シャルルの妃。大公ジャンの義妹)がその責を継いだ。
1976年には、歴史的なワインの品評会「パリスの審判」で、フランスやカリフォルニアの赤ワインの中からオー・ブリオンの1970年のヴィンテージが、第4位に位置付けられた。
オー・ブリオンとシャトー・ラ・ミッション・オー・ブリオン Château La Mission Haut-Brion とは、数年にわたって激しい競争関係にあり、1970年代から1980年代初期にそのピークを迎えたが、ドメーヌ・クラランス・ディロンが1983年にラ・ミッションを購入することでその競争も終了している。
2007年のヴィンテージ以降、ディロン家が所有権を得て75周年になるのを記念し、新しくセカンド・ワインがラ・クラランス・ド・オー・ブリオン Le Clarence de Haut-Brion の名で発売されている。
シャトー・バーン・オー・ブリオン Chateau Bahans Haut-Brion の名は、ヴィンテージの表示なしで販売された期間、少なくとも1世紀にわたって使われていた。
支配人のジャン＝ベルナール・デルマスは2003年に引退し、彼の息子のジャン＝フィリップ・デルマスが後を継いだ。
ジョアンとシャルルの子であるルクセンブルク大公子ロベールは、18歳からオー・ブリオンの取締役を務め、2008年にはドメーヌ・クラランス・ディロンの副社長となった。

## 生産高

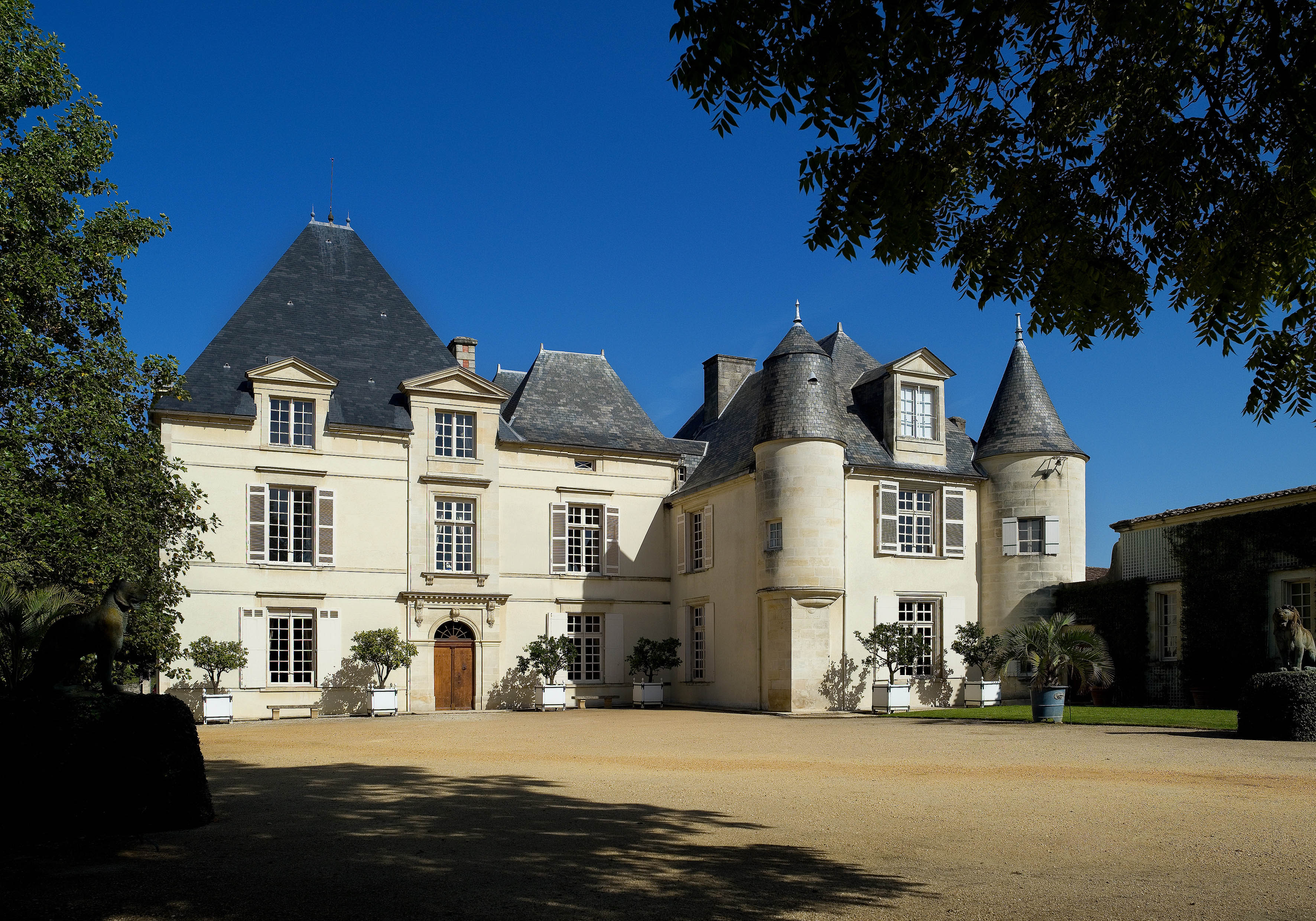
シャトー・オー・ブリオン

シャトー・オー・ブリオンでは、48.35ヘクタールに赤ブドウ種が植わっており、45.4パーセントはメルロー種、43.9パーセントがカベルネ・ソーヴィニヨン種、9.7パーセントがカベルネ・フラン種、1パーセントがプチ・ヴェルド種である。また2.87ヘクタールには白ブドウ種が植わっており、52.6パーセントがセミヨン種、47.4パーセントがソーヴィニヨン・ブラン種である。
ブドウ畑は小高い丘の上、ボルドーの標準を27メートルほど上回った場所にある。
土はガンジアン Gunzian の砂利から成り、いくつかの区画では粘土の含有率も高い。
ブドウ畑のすべてはシャトー自体の近隣に集まっており、その一辺は大通りに面している。

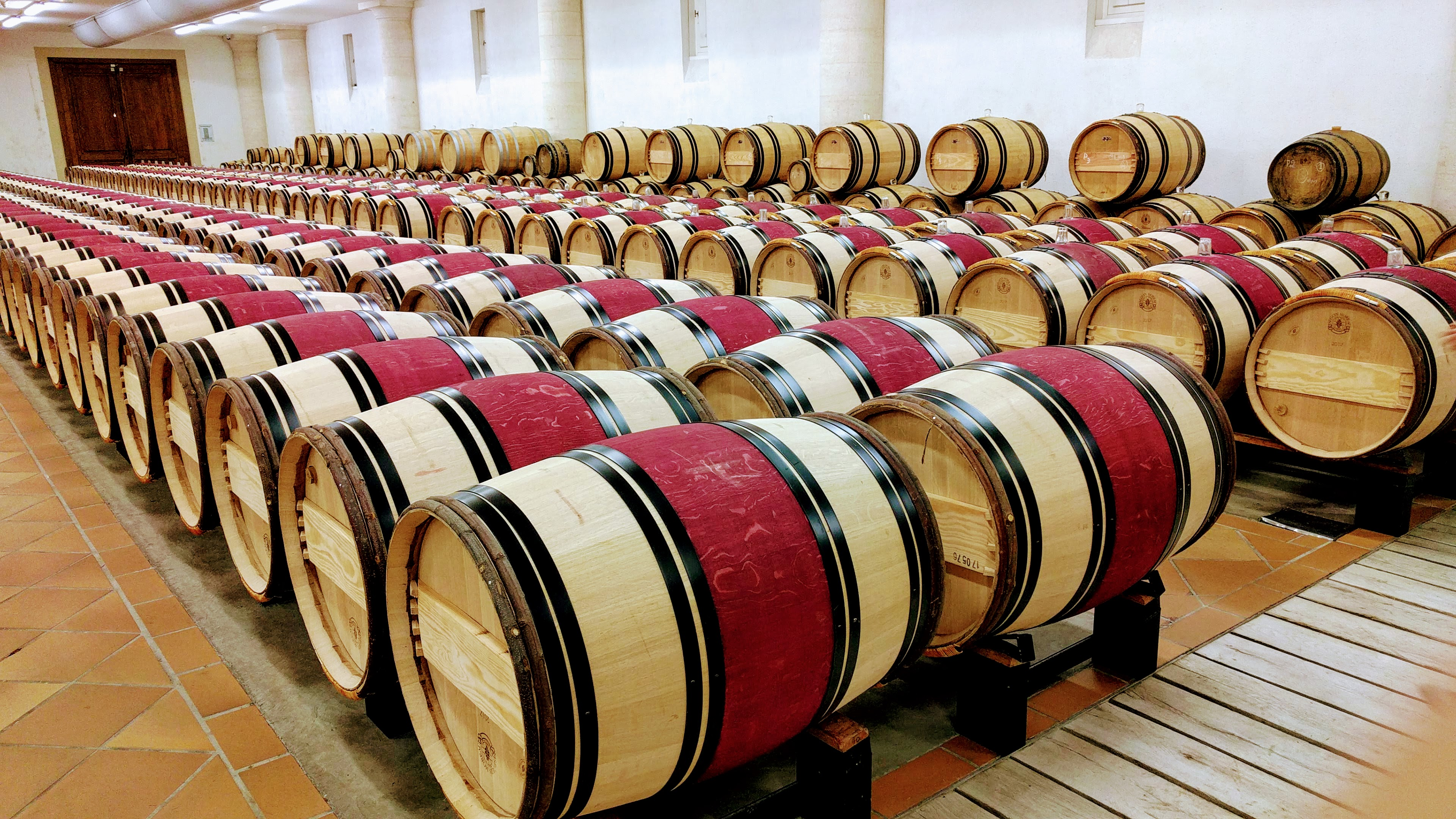
VT2017のオーク樽貯蔵施設全体に心地よいオーク臭が漂う(訪問時所感）

接ぎ木に最適な台木と挿し穂の選択は、シャトー・オー・ブリオンでは重要な作業とされている。この方法はジャン＝ベルナール・デルマスによって考案され、ブドウ畑の植物材料の品質維持に大きな効果があった。
長期的戦略としては、若い実の間引きではなく好ましくバランスの良い苗木を確保することで、産出高を下げてきた。
ブドウの平均年齢はおよそ35年、最も古い区画では1930年代、1ヘクタールにつき平均8,000本の密度でブドウが植えられている。

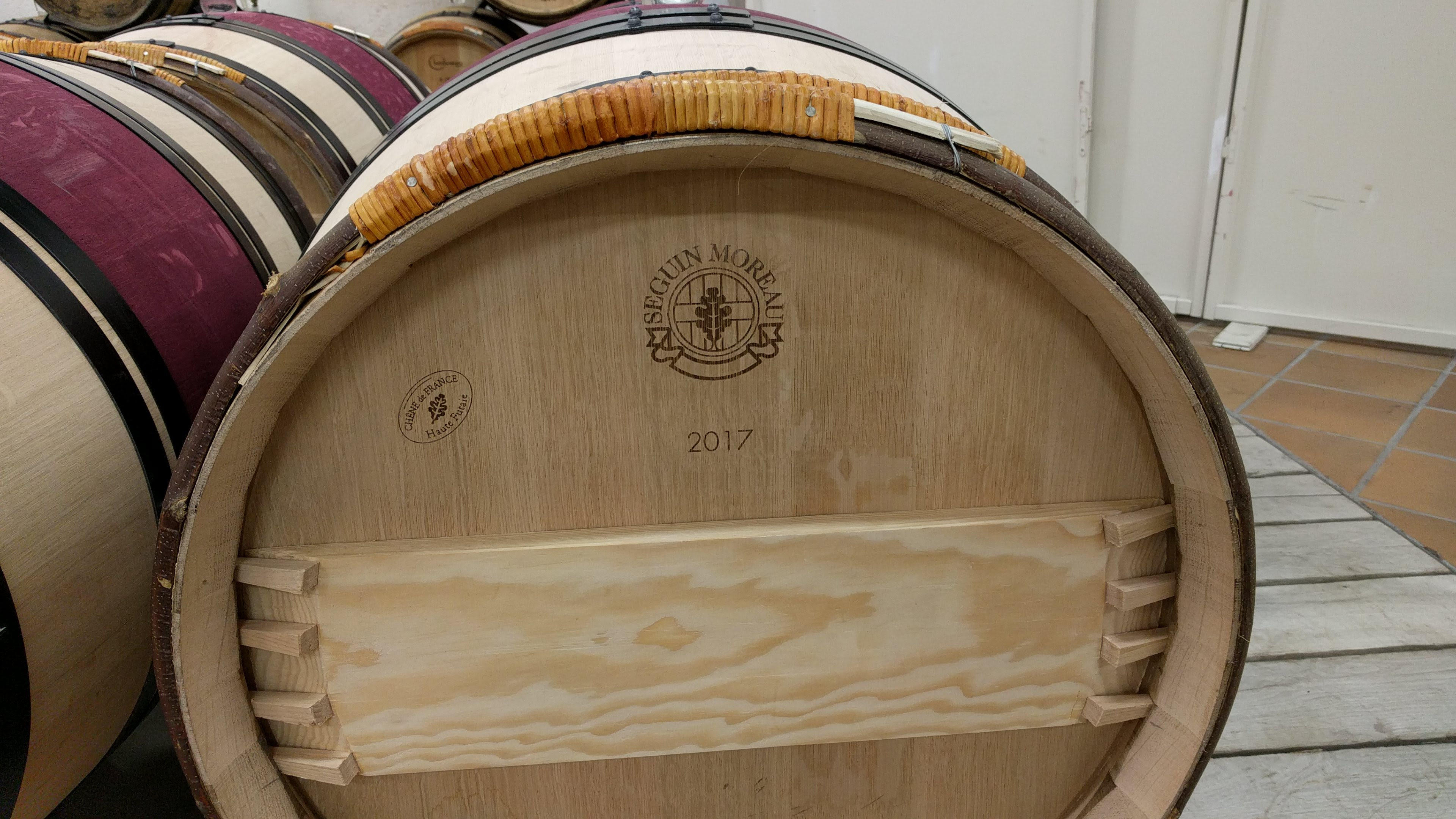

収穫は手で行われ、区画ごとに同じ作業グループが取り扱って、チームが個々のブドウを熟知できるようにしている。
白ブドウの収穫は、ボルドー市に隣接して暖かい気候の中、早期に熟し、ごく早期に収穫される。
白ブドウは限界まで待ってから摘まれ、選別ののち房全体が圧搾される。
人の手に触れることなく、オークの樽の中、出芽酵母(Saccharomyces cerevisiae)の働きにより発酵が始まる。
赤ブドウの場合は、農場で選別した後、茎（梗）を取り去って砕き、特別な二重タンクに移される。
タンクの上部ではアルコール発酵が、底部ではマロラクティック発酵が始まる。
この際、重力によってワインは循環している。
以前は、熟成期間は18ヶ月、100パーセントが新しいオークの樽の中で行われた。
現在は35パーセントが新しい樽に入れ替わ　　り、セカンド・ワインのラ・クラランスにするワインは、25パーセントが新しいオークの樽で熟成される。
白ワインは40〜45パーセントが、新しいオークの樽で10〜12ヶ月間熟成される。
シャトー・オー・ブリオンは、専用の樽作製場を所持している。

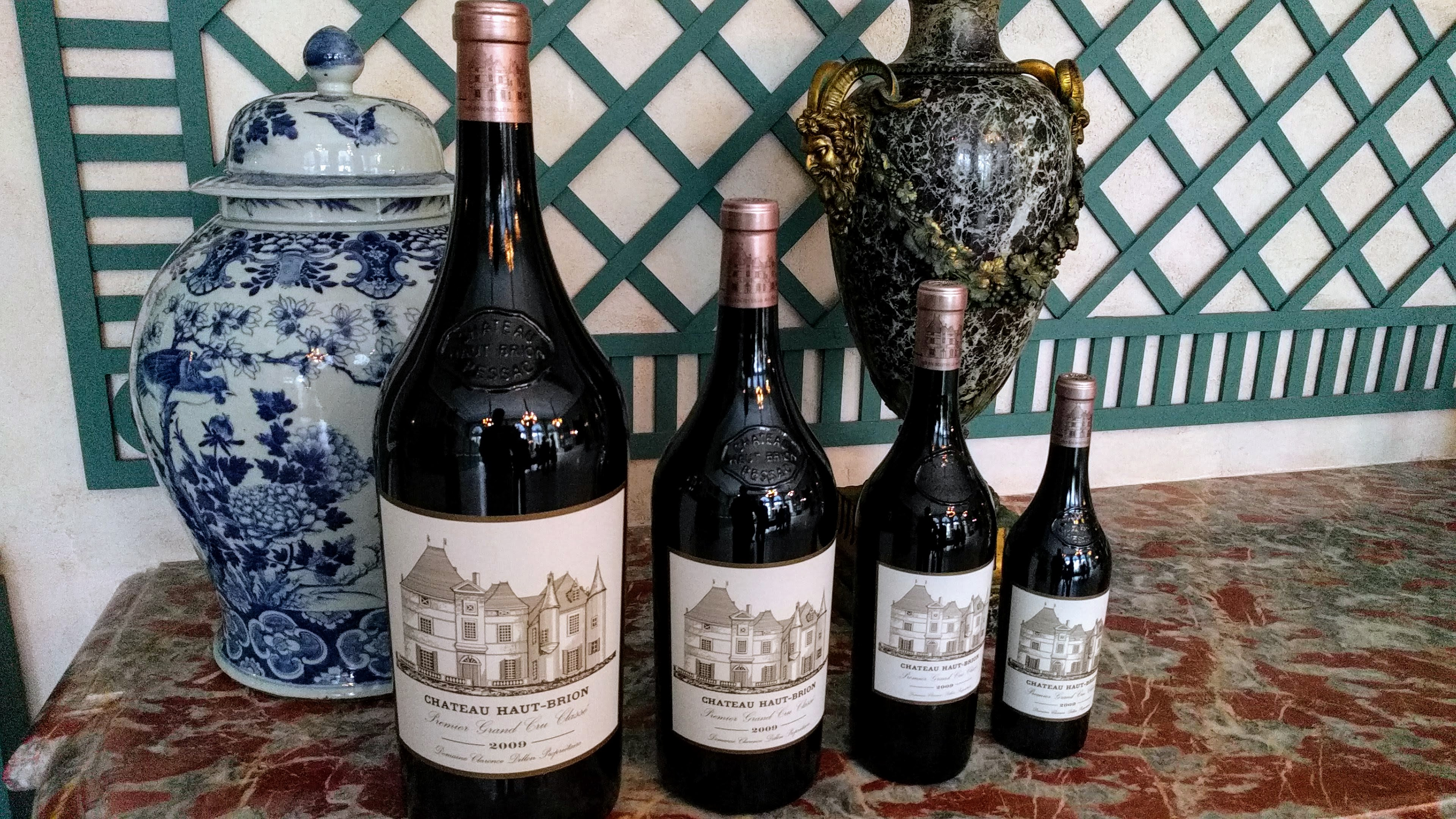
各サイズのボトル

年間生産高は、赤の「グラン・ヴァン」シャトー・オー・ブリオン・ルージュが10,000〜14,000ケース、白のシャトー・オー・ブリオン・ブランが650〜850ケースに及ぶ。
セカンド・ワインのラ・クラランス・ド・オー・ビロンとレ・プランティエール・デュ・オー・ビロンの生産については、選別のプロセスがヴィンテージの品質と密接に関連づいており、生産高にはかなりばらつきがあるものの、ラ・クラランス・ド・オー・ビロンの平均年間生産高は、およそ5,000ケースとなる。
さらに生産が制限されるレ・プランティエール・デュ・オー・ビロンは、ほとんどフランスのレストランが独占している状態である。

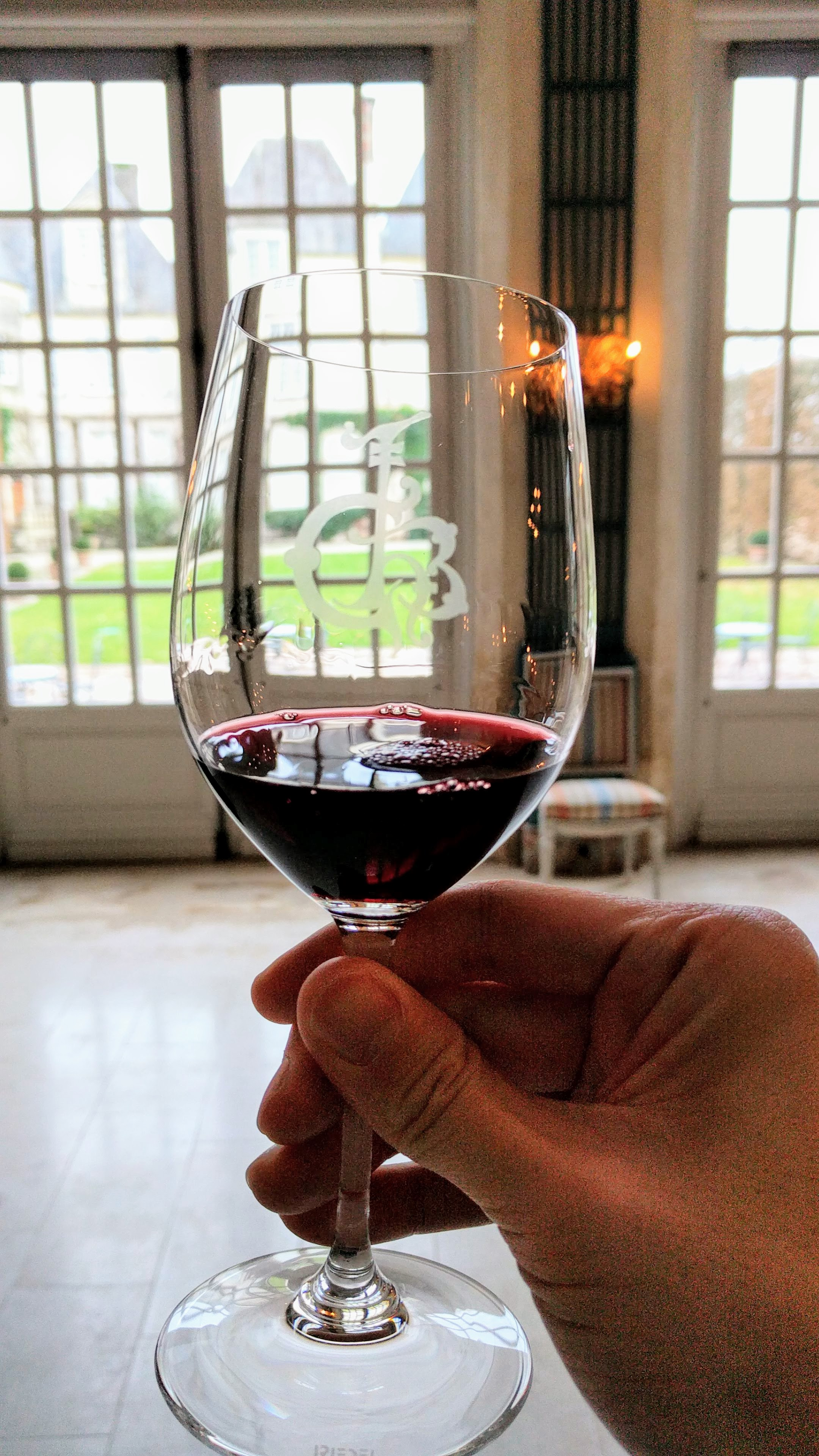

## クラレンドル

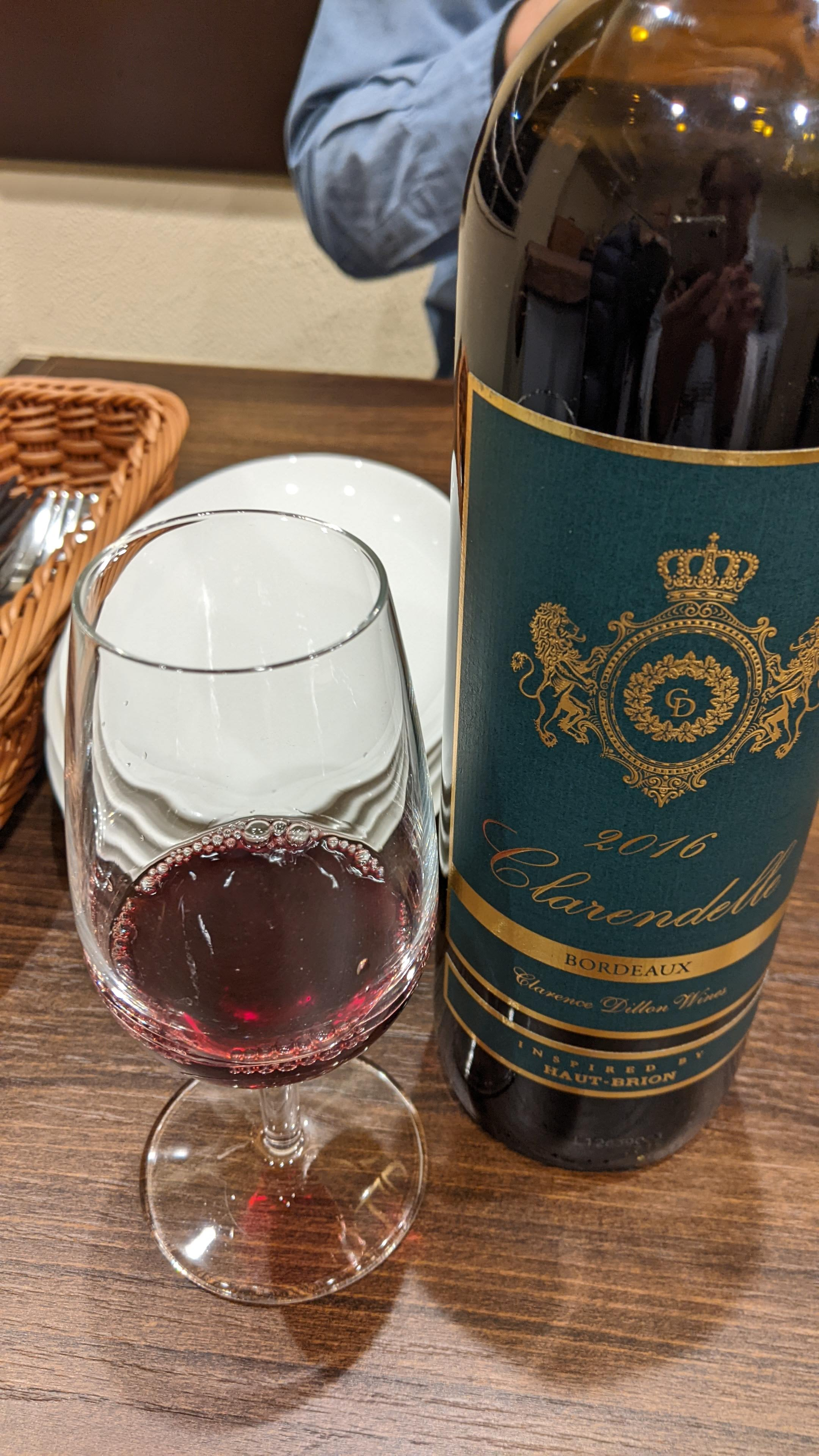
クラレンドルルージュVT2016

ドメーヌ・クラランス・ディロンは2003年から、ボルドー・ブランドの手ごろな価格のワイン、クラレンドルを生産している。
これを「普及ワイン」と名付け、ジャンシス・ロビンソンが指摘したようにシャトー・ムートン・ロートシルトが生産する（それほど高価でない）ムートン・カデと品揃えを同じくし、「残念なことにイロンデールに近く、１リットルにつき59Pで我々の何人かの記憶に残る、20世紀後期のブランド」となる。
ブランドの取り揃えは、クラレンドル・ボルドー・ルージュ、クラレンドル・ボルドー・ブラン、クラレンドル・ボルドー・ロゼ、クラレンドル・モンバジャック・貴腐となる。